# Poratia salvator
Poratia salvator är en mångfotingart som beskrevs av Sergei I. Golovatch och Petra Sierwald 200. Poratia salvator ingår i släktet Poratia och familjen fingerdubbelfotingar. Inga underarter finns listade i Catalogue of Life.